# Мороз Богдан Васильович
Богдан Васильович Мороз (нар. 24 липня 1953, Ямниця — пом. 8 червня 2023, Івано-Франківськ) — радянський футболіст, нападник. Відомий насамперед за виступами в команді «Спартак» з Івано-Франківська, за яку зіграв понад 100 матчів у першій лізі.

## Спортивна кар'єра
Богдан Мороз народився в прикарпатському селі Ямниця, де й робив свої перші кроки у футболі. У 18 років пішов на строкову службу до Радянської Армії, під час якої виступав за мінський СКА. Після повернення додому розпочав грати за аматорський клуб «Електрон» з Івано-Франківська.  
У 1976 році став гравцем команди першої ліги «Спартак» з Івано-Франківська, проте не зумів пробитися до основного складу команди, через що по ходу сезону змінив прописку і подався до колективу другої ліги «Авангард» (Ровно). Наступного року футболіст перейшов до складу іншої команди другої ліги «Зірка» (Кіровоград), в якій став одним із кращих бомбардирів.  
У 1979 році Богдан Мороз повернувся до складу «Спартака» й у першому ж сезоні став кращим бомбардиром команди з 14 забитими м'ячами. Проте надалі бомбардирський приціл нападника дещо збився, та й івано-франківська команда, перейменована на «Прикарпаття», за підсумками сезону 1981 року вибула з першої ліги. 
Після невдало проведеного у Першій союзній лізі сезону Богдан Мороз завершив виступи в командах майстрів. Незабаром працевлаштувався на Івано-Франківському арматурному заводі та на запрошення свого колишнього одноклубника-спартаківця, а тоді наставника виробничої футбольної команди «Металіст» Богдана Копитчака став захищати її кольори в аматорському чемпіонаті області. 
Завершивши кар'єру футболіста, в 1990-х недовгий час був тренером клубу «Цементник» з рідної Ямниці, що представляв село у найвищому дивізіоні чемпіонату Івано-Франківщини. 
Після виходу на пенсію колишній спортсмен важко хворів, пережив ампутацію ноги. Пішов з життя Богдан Мороз 8 червня 2023 року.